# ダリユシュ・ミハルチェフスキ
ダリユシュ・ミハルチェフスキ（Dariusz Tomasz Michalczewski、ポーランド語発音: [ˈd̪arʲjuʃ ˌmʲixalˈt͡ʃɛfskʲi]、ダリウス・ミハエルゾウスキーとも、1968年5月5日 - ）は、ポーランドの元プロボクサー。元WBA・IBF・WBO世界ライトヘビー級統一王者。元WBO世界クルーザー級王者。世界2階級制覇王者。
精悍な顔つきと鋭い眼光から「The Tiger（虎）」の異名を持つ。ポーランド、グダニスク出身。

## 来歴

### アマチュア時代
ダリユシュ・ミハルチェフスキは1968年にポーランドで生まれた。1990年にはライトヘビー級でドイツナショナルチャンピオンになる。さらに、1991年には同階級でヨーロッパチャンピオンになった。この年にプロボクシングの盛んなドイツに移住し、プロボクサーの道に進む。アマチュア時代の戦績は133勝15敗2分（83KO)。

### プロボクサー時代
ヨーロッパチャンピオンになった1991年、ミハルチェフスキはドイツに渡り9月16日にプロデビューする。
その後、勝利を重ね1993年5月22日、空位のIBFインターコンチネンタルライトヘビー級タイトルを獲得。
1994年9月10日、リーオンザー・バーバーを12回判定に下し、WBO世界ライトヘビー級タイトルを獲得した。
1994年12月17日、WBO世界クルーザー級タイトルも獲得する。
1997年6月13日、WBA、IBF世界ライトヘビー級王者のヴァージル・ヒルと統一戦を行い、判定勝ちを収めタイトル統一に成功した。
その後もWBOタイトルの防衛を続け、2003年10月18日、フリオ・セサール・ゴンザレスに敗れてタイトルを失うまで、実に10年近く、23度もタイトル防衛し続ける記録を作った。
2005年2月26日、ファブリス・ティオゾに挑戦するも6回TKOで敗れ、同年5月に現役引退を発表した。15年近いプロボクシングキャリアで敗れたのは最後の2戦だけだった。

## 獲得タイトル
- IBFインターコンチネンタルライトヘビー級王座
- WBO世界ライトヘビー級王座（防衛23度）
- WBO世界クルーザー級王座（防衛0度）
- WBA世界ライトヘビー級王座（防衛0度）
- IBF世界ライトヘビー級王座（防衛0度）